# 상매 분기점
상매 분기점(上梅分岐點, Sangmae Junction, 상매JC)은 대구광역시 동구 상매동에 설치된 대구외곽순환고속도로의 10번 분기점이다.

## 역사
- 2014년 6월 3일 : 2021년까지 분기점 신설을 위해 대구광역시 도시계획시설 교통광장에 동구 상매동 일원을 상매 분기점으로 고시[1]
- 2016년 1월 14일 : 2020년까지 스마트톨링 도입으로 인해 본선요금소 설치 제외로 인해 대구광역시 도시계획시설 교통광장 면적 변경[2]
- 2022년 3월 31일 : 대구외곽순환고속도로 개통과 함께 통행 개시[3]

## 구조물 정보
직결형 구조이며, 율암 요금소 방면 본선과 동대구 분기점 방면 연결 램프가 갈라진다. 원래 동대구 분기점에서 신서혁신도시방향, 신서혁신도시에서 동대구 분기점 가는 램프는 계획되지 않았으나 실시 설계 과정에서 추가되었다. 신서혁신도시에서 대구외곽순환고속도로와 중앙고속도로, 경부고속도로를 모두 진출입할 수 있게 되어 동대구 나들목의 포화를 줄이고 혁신도시의 접근성이 높아졌다.
- 위치 : 대구광역시 동구 상매동

## 접속하는 노선

### 달서・율암방면
- 대구외곽순환고속도로 (10번)

### 동대구방면
- 상매 분기점 ~ 동대구 분기점 연결도로